# Medina (Ohio)
Medina ist eine City im Medina County, Ohio, Vereinigte Staaten. Das U.S. Census Bureau ermittelte bei der Volkszählung 2020 eine Einwohnerzahl von 26.094.
Die Gesamtfläche des Ortes beträgt 29,3 km². Es ist der Bezirksamtsitz des Medina County.

## Geschichte

### Gründung und Wachstum
Medina wurde 1816 auf dem Gebiet des ehemaligen Connecticut Western Reserve gegründet und beherbergte von Beginn an den Verwaltungssitz des County. Die Gründung der Stadt, für die ursprünglich 237 Acre Land zur Verfügung standen, zog viele Siedler aus Connecticut an. Offiziell als Gemeinde registriert wurde Medina im Jahr 1835.
Die Stadt wuchs zu Beginn eher verhalten, mit der Fertigstellung des Ohio-Erie-Kanals in den 1830er Jahren begann jedoch ein stetiges Wachstum, sodass im Jahr 1890 2073 Menschen in Medina lebten. Mit dem Anschluss an das Eisenbahnnetz gewann die Stadt als Umschlagplatz für Waren weiter an Bedeutung. Im 20. Jahrhundert profitierte der Ort verstärkt vom Zuzug von Bürgern aus Cleveland, sodass Medina im Jahr 2000 die zweitgrößte Gemeinde im County war.

### Brandkatastrophen im 19. Jahrhundert
Im 19. Jahrhundert ereigneten sich in Medina zwei Brandkatastrophen: Zuerst zerstörte ein Feuer im Jahre 1848 das gesamte Geschäftsviertel. Im Jahre 1870 brannten nochmals 45 Gebäude nieder. Man hatte es nach dem ersten Feuer versäumt, dafür zu sorgen, dass ausreichend Ausrüstung zur Brandabwehr bereitgestellt wurde. Das zweite Feuer wurde seinerzeit als eines der verheerendsten in Amerika bezeichnet; dennoch wurde in Medina erst ab 1877 nennenswert Geld in die Brandbekämpfung investiert.
Nach dem Feuer von 1870 dauerte es etwa ein Jahrzehnt, bis die zerstörten Gebäude im Zentrum der Stadt ersetzt waren. Hierdurch erklärt sich, dass diese Häuser im Zentrum der Stadt nunmehr eher dem viktorianischen Baustil entsprechen, der sich erst einige Zeit nach Gründung der Stadt verbreitete.

## Demografie
Bei der Volkszählung aus dem Jahr 2000 hatte der Ort 25.139 Einwohner, die sich auf 9467 Haushalte und 6683 Familien verteilten. Die Bevölkerungsdichte betrug somit 872,1 Einwohner/km². 94,6 % der Bevölkerung waren weiß, 2,77 % afroamerikanisch. In 40,3 % der Haushalte lebten Kinder unter 18 Jahren. Das Durchschnittseinkommen betrug 50.226 US-Dollar pro Haushalt, wobei 5,7 % der Bevölkerung unterhalb der Armutsgrenze lebten.

## Söhne und Töchter der Stadt
- Ryan Dunn (1977–2011), Schauspieler
- Scott E. Fahlman (* 1948), Professor für Informatik
- Kyle Juszczyk (* 1991), Footballspieler
- Isaiah Parente (* 2000), Fußballspieler
- MatPat (* 1986), Gründer des YouTube-Kanals The Game Theorists
- Bobby Rahal (* 1953), Rennfahrer